# Куликовы Копани
Кулико́вы Копа́ни (тат. Яңа Кое) — аул в Туркменском районе (муниципальном округе) Ставропольского края России.

## Название
Название Куликовы-Копани произошло от фамилии русского крестьянина-переселенца Кулика (Куликова), который выкопал колодец (копань) в ауле:28. Старожилы помнят и другое название Яни куп (Яни кую, совр. тат. Яңа Кое) — «новый колодец», что соотносится с названием балки Янгуй (Янкуй).
Варианты: Куликово-Копани, Куликовы-Копани, Куликовыя Копаня.

## География
Расстояние до краевого центра: 129 км. Расстояние до районного центра: 21 км.
Протяженность аула с юга на север — 1,5 км, с востока на запад — 1 км.

## История
Основан в 1863—1864 годах в балке Янгуй (Янкуй) крестьянами-однодворцами и переселенцами из Ульяновской и ряда других губерний Российской империи:27 (по другим данным его жителями были туркмены-човдыры). 
В 1901—1905 годах в аул переселились безземельные крестьяне — татары из села Бастаново Тамбовской губернии (ныне Сасовского района Рязанской области):15. Говорят на бастанском говоре татарского языка. По состоянию на 1 января 1902 года в ауле числилось 98 дворов с 608 жителями (из них 354 — мужчины и 254 — женщины):28.
До 1917 года входил в состав Новогригорьевского уезда Ставропольской губернии. С 1917 года — в составе Туркменского района:100.
По данным за 1920 год, аул Куликовы Копани вместе с аулами Эдильбай (волостной центр), Башанта, Кучерли и др. входил в Эдильбайскую волость Туркменского района Благодарненского уезда. В первой половине 1920-х годов из Кучерли в Куликовы Копани переселились туркмены и казылары:100.
В 1924 году в Куликовых Копанях образовались сельскохозяйственные товарищества «Хлебороб» и «Возрождение».
В 1956 году Туркменский район был упразднён с передачей территории Петровскому, Благодарненскому и Арзгирскому районам. На 1 марта 1966 года аул Куликовы Копани числился административным центром Куликово-Копанского сельсовета Благодарненского района Ставропольского края. В состав сельсовета также входил посёлок Таврический (возник как отсёлок аула Куликовы-Копани в середине XIX века):9.
Поле того, как в 1970 году Туркменский район был восстановлен, Куликово-Копанский сельсовет вновь вошёл в его состав:27. По данным за 1979 год, общее число ставропольских туркмен, проживавших в населённых пунктах Туркменского района (включая аул Куликовы Копани), составляло 3321:103.
До 16 марта 2020 года аул был административным центром упразднённого Куликово-Копанского сельсовета.

## Население
| 1872 | 1896 | 1900  | 1902  | 1903  | 1904  | 1907  |
| ---- | ---- | ----- | ----- | ----- | ----- | ----- |
| 286  | ↗425 | ↗468  | ↗608  | ↗640  | ↘87   | ↗452  |
| 1925 | 1926 | 1989  | 2002  | 2010  | 2014  | 2021  |
| ↗586 | ↗619 | ↗1336 | ↗1407 | ↘1321 | ↘1300 | ↘1105 |

По данным переписи 2002 года в национальной структуре населения татары составляли 49 %, туркмены — 35 %.

## Инфраструктура
- Центр культуры и досуга[34].
- Сельская библиотека № 7. Открыта 27 мая 1948 года[35]

## Образование
- Детский сад № 11[36].
- Средняя общеобразовательная школа № 8[37].

## Памятники
- Памятник воинам-землякам, погибшим в годы Великой Отечественной войны 1941—1945 гг. Открыт 8 мая 1973 год[35]

## Религия
Мечети
- Мечеть

## Кладбище
В районе улицы Горького расположено общественное открытое кладбище площадью 52 523 м².